# کهریز باباحسین
کهریز باباحسین، روستایی مسلط به زبان کردی گروسی از توابع بخش گل‌تپه شهرستان کبودرآهنگ در استان همدان ایران است.
مردم این روستا به زبان کردی گروسی مسلط و تکلم می کنند.
گردشگری روستای کهریز بابا حسین مثل:(قلمچه)یک دشت وچمنزار خیلی زیبایی است که درخت های با قدمتی و زیبایی دارد.(امام زاده بابا حسینی)در بالای یک کوه زیبا هست و برای کوه نوردی‌هم میشود استفاده کرد،(امام زاده بابا نظر)در بالای یک کوه زیبا هست که نمای خیلی زیبایی به روستا دارد و برای کوه نوردی هم میشود استفاده کرد،و‌... است.
از جمله دسرسی های این روستا فروشگاه خواربار،آهنگری،دبستان عدالت،مسجد صاحب الزمان و...است.
درآمد اصلی اهالی این روستا از راه کشاورزی و دام‌پروری تأمین می‌شود.

## جمعیت
این روستا در دهستان مهربان سفلی قرار دارد و براساس سرشماری مرکز آمار ایران در سال ۱۳۹۵، جمعیت آن ۲۹۳ نفر (۹۸خانوار) بوده‌است.